# Musée Art nouveau Maxim's

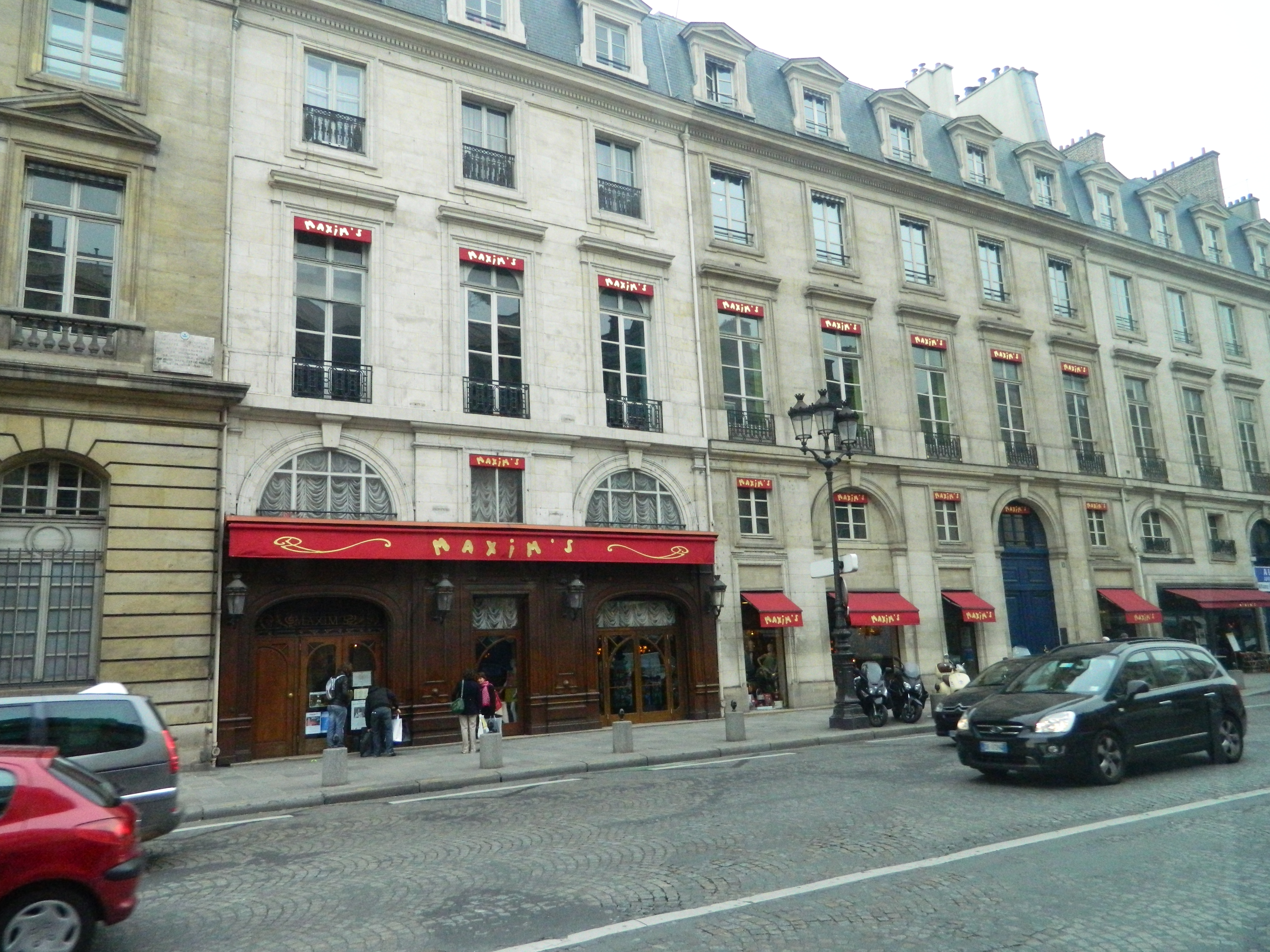
La façade du restaurant Maxim's

Le musée Art nouveau Maxim's, également connue sous le nom de Collection 1900 - Maxim's, est une collection privée d'objets et de décors Art nouveau, située au-dessus du restaurant Maxim's Paris au 3, rue Royale, à Paris. Il est ouvert aux visites guidées l'après-midi sauf le lundi et le mardi ; un droit d'entrée est facturé.

## Description
Pierre Cardin (propriétaire depuis 1981 du restaurant Maxim's, symbole de l'Art nouveau) collectionne depuis plus de 60 ans des objets de la Belle Époque. On y trouve plus de 550 pièces venues du monde entier, signées Louis Majorelle, Louis Comfort Tiffany, Émile Gallé, Henri de Toulouse-Lautrec et Clément Massier. Ces objets sont exposés dans un appartement de 300 m² comportant 12 pièces sur trois étages, aujourd'hui classé monument historique.
Les points forts de la collection comprennent des meubles de Majorelle, un canapé inspiré par Antoni Gaudí et des reconstitutions de chambres de cette époque.